# Yours Truly (Sick of It All)
Yours Truly è il sesto album di studio del gruppo hardcore punk statunitense Sick of It All. È stato pubblicato nel novembre 2000 dalla Fat Wreck Chords e segue Call to Arms del 1999.

## Tracce
1. Blown Away – 2:32
2. Nails – 1:43
3. The Bland Within – 1:47
4. Hello Pricks – 2:10
5. District – 2:53
6. Disco Sucks Fuck Everything – 3:26
7. America – 2:12
8. Hands Tied Eyes Closed – 2:14
9. Turn My Back – 2:17
10. Broke Dick – 2:06
11. Souvenir – 0:48
12. Cruelty – 3:31
13. This Day and Age – 2:29
14. Ruin – 1:30
15. Cry for Help – 2:53
16. No Apologies – 3:47

## Formazione
- Lou Koller - voce
- Pete Koller - chitarra
- Craig Ahead - basso
- Armand Majidi - batteria